# We noemen hem Anna
We noemen hem Anna is een boek van Peter Pohl. Het gaat over Anders, een jongen die naar een zomerkamp gaat en daar gepest wordt. Het is geschreven als brief vanuit het perspectief van Micke, een van de leiders van het kamp.
We noemen hem Anna is vertaald uit het Zweeds. De oorspronkelijke titel is Vi kallar honom Anna en werd gepubliceerd in 1987. De Zweedse versie is in de vierde druk (2003). In 1993 kwam bij Querido de Nederlandse vertaling uit. Verder is het vertaald in het Duits (Nennen wir ihn Anna, 1991), Deens (Vi kalder ham Anna, 1989) en Noors (Vi kaller ham Anna, 1989).
Het is het vijfde boek uit de regenboogserie. De ervaringen van Micke zijn waarschijnlijk voor een belangrijk deel autobiografisch. Micke is jeugdsportleider in hetzelfde zomerkamp in dezelfde periode als Peter Pohl, doet net als Pohl aan hardlopen en wint daar prijzen in, is even oud en doet in hetzelfde jaar eindexamen. Bovendien komen de zeer zeldzame verwijzingen naar het verleden van Micke overeen met het verleden van Peter Pohl. Het is niet duidelijk of de overige gebeurtenissen in het boek ook historisch zijn.
Het verhaal van We noemen hem Anna begint in 1958.

## Prijzen
- Duits boek van de maand in september 1991, door Bulletin Jugend + Literatur
- Genomineerd voor Duitse Jugendliteraturpreis, 1992
- Nederlandse Vlag en Wimpel, 1994, door de Stichting Collectieve Propaganda van het Nederlandse Boek

## Verhaal
De achttienjarige Micke is sportleider in een zomerkamp. Een week na het begin komt er een twaalfjarige jongen aan, Anders, die veel te klein is voor zijn leeftijd en bovendien erg kwetsbaar. De barak waar Anders in geplaatst wordt besluit hem Anna te noemen: elke deelnemer aan het zomerkamp heeft een bijnaam. Dit is het begin van een escalerende serie van pesterijen en treiterijen, die uiteindelijk uitmonden in het 'verkrachten' van Anders, aangezien de jongens in zijn Barak hem voortdurend voor meisje uitmaken, woordelijk zowel als met hun daden. De daders krijgen nauwelijks straf, omdat de leiding van het zomerkamp vreest voor de reputatie van het kamp, aangezien dat toch al met sluiting wordt bedreigd nu de jongens die ernaartoe komen voor een groot deel al niet meer van Södra Latins Gymnasium komen en het kamp noch winstgevend is, noch nog aansluit bij de leeftijdsgroepen op de school. (Vgl: de jongens in het kamp zijn twaalf tot en met zestien jaar oud, terwijl de jongsten op school 14 a 15 zijn in het schooljaar, de oudsten, waartoe Micke behoort, 18 a 19.) Na het kamp gaat het pesten op volle schaal door: op school door zijn leeftijdgenoten, en thuis door zijn vader, die hem dwingt zich uit te kleden en hem vervolgens uitlacht om zijn lichaam.
Anders wordt steeds afhankelijker van Micke, de enige die aardig voor hem is, en huilt regelmatig bij hem uit. Micke, die zijn eindexamen moet voorbereiden, kan hier niet goed tegen. Micke doet nog wel een poging de schoolleiding ervan te overtuigen dat er iets goed mis is in de klas van Anders, maar de directie ontkent dat er überhaupt iets aan de hand is. Alles lijkt goed te komen als Anders met z'n moeder gaat verhuizen en naar een andere school gaat. Na de verhuizing krijgt Anders echter ook met z'n moeder ruzie, en pleegt zelfmoord.

## Thema
Een gezegde dat meerdere keren terugkomt in het boek luidt:
Man bör tänka sig själv som en person som finns i framtiden och kan bedöma - fördöma eller gilla - det jag som handlar idag, det jag som häller stånd eller sviker. (door Eyvind Johnsson)
Vertaling: Je moet je indenken dat je iemand bent die in de toekomst leeft en moet beoordelen, veroordelen of goedkeuren hoe zijn ik vandaag handelt, of zijn ik standhoudt of faalt.
Dit zou je het thema van het boek kunnen noemen. Micke faalt: Anders probeert zich aan hem vast te klampen, maar Micke vlucht weg.

## Uitgaven
Eerste druk: ISBN 0606001026
Jan, mijn vriend · Havet inom oss · Alltid den där Anette! · Kan ingen hjälpa Anette? · Malins kung Gurra · Man har ett snärj · Glittras uppdrag · Ik mis je, ik mis je! · En röd sten till Carina · Vill dig · När alla ljuger · Minns det · Men jag glömmer dig inte · Intet bortom det yttersta · Tillsammans kan vi förändra världen · Man kan inte säga allt · Jag är kvar hos er · Tusen kulor · Sekten

Regenboogserie: De regenboog heeft maar acht kleuren · De Stora Penslarnas lek · Medan regnbågen bleknar · Vilja växa · We noemen hem Anna · Klara papper är ett måste